# Oncholaimus ushakovi
Oncholaimus ushakovi är en rundmaskart som beskrevs av Nikolai Nikolaievich Filipjev 1927. Oncholaimus ushakovi ingår i släktet Oncholaimus och familjen Oncholaimidae. Inga underarter finns listade i Catalogue of Life.